# Microescala
La meteorología en microescala es el estudio de los fenómenos atmosféricos de corta duración, de menor que los de mesoescala, cercanos a 1 km o menos. Esas dos ramas de la meteorología son a veces agrupadas como "meteorología de mesoescala y de microescala" (MMM) y estudiados juntos como fenómenos menores que la escala sinóptica; tal que esos estudios generalmente son demasiado pequeños como para colocarlos en una mapa sinóptico. Así se incluyen micronubes tipo "puffs" y otros desarrollos de pequeñas nubes. La meteorología en microescala controla los procesos de más importancia en la mezcla y dilución atmosférica. Tópicos importantes en la meteorología de microescala incluyen transferencias térmicas e intercambios gaseosos entre suelo, vegetación, y/o agua superficial y la atmósfera causando turbulencias.  Las mediciones de esos procesos de transporte involucran el uso de medidores micrometeorólogicos.  Las variables frecuentemente se miden o se derivan incluyendo  radiación neta, flujo de calor sensible,  flujo de calor latente, almacenaje de calor del suelo, y flujos de gases traza importantes a la atmósfera, biosfera, e hidrósfera.